# Pogrom
Pogròm (rusko погро́м - razdejanje, opustošenje) je bila oblika protijudovskega terorja v Ruskem imperiju (1881), Zahodni Evropi (konec 19., v začetku 20. stoletja) in nacistični Nemčiji.